# Gonga
Gonga ist eine britische Stoner-Rock-Band aus Bristol, die im Jahr 1998 gegründet wurde.

## Geschichte
Die Band wurde im Jahr 1998 von dem Gitarristen George Elgie und seinem Bruder Thomas am Schlagzeug gegründet. In den folgenden Jahren änderte sich die Besetzung des Basses mehrfach. Im Jahr 2001 kam Joe Volk als Sänger zur Band. Daraufhin wurde Geoff Barrow, Produzent von Portishead, auf die Band aufmerksam und nahm diese bei seinem Label Invada Records unter Vertrag. 2003 folgte hierüber das erste, selbstbetitelte Album, wobei William Smalley hierauf als Bassist zu hören war. Nachdem das zweite Album II: Transmigration im Jahr 2008 veröffentlicht worden war, verließ Volk die Band, um Crippled Black Phoenix beizutreten. Als Ersatz kam Matt Williams kurzzeitig zur Band, ehe dieser die Band nach wenigen Monaten wieder verließ, um sich He Is Legend anzuschließen. Seitdem ist die Gruppe als Instrumentalband tätig, wobei mittlerweile Latch Manghat als Bassist in der Band ist. 2013 folgte über Tonehenge Recordings das Album Concrescence.

## Stil
Laut George Elgie spiele die Band schweren, nicht doomigen instrumentalen Rock. Laut Philip Allen von louderthanwar.com würde auf den ersten beiden Alben eine dunkle Stimmung vorherrschen, sodass er Vergleiche mit Black Sabbath und Rainbow zog. Auf Concrescence würde das Fehlen des Sängers nicht negativ ins Gewicht fallen, da dadurch nur das Spiel der Instrumente betont werden würde. Das Schlagzeugspiel sei feierlich, während das Bassspiel donnernd sei. Zudem seien die Lieder von Tempowechseln durchsetzt.

## Diskografie
- 2003: Stratofortress (Single, Eigenveröffentlichung)
- 2003: Gonga (Album, Invada Records)
- 2004: Mosquitos (Single, Invada Records)
- 2004: From Under the Trees (Single, Invada Records)
- 2008: II: Transmigration (Album, Invada Records)
- 2012: Precession (EP, Eigenveröffentlichung)
- 2013: Concrescence (Album, Tonehenge Recordings)